# Antonietta Di Martino
Antonietta Di Martino (Cava de' Tirreni, 1º giugno 1978) è un'ex altista ed ex militare italiana, attuale primatista nazionale sia all'aperto (2,03 m) che al coperto (2,04 m), che ha gareggiato per le Fiamme Gialle.
In carriera è stata medaglia d'argento ai Mondiali di Osaka 2007 con il nuovo primato italiano di 2,03 m ed agli Europei indoor di Birmingham 2007 con la misura di 1,96 m. Medaglia di bronzo ai Mondiali di Taegu 2011 con 2,00 m e nello stesso anno è diventata campionessa europea indoor a Parigi. Nel 2012 ha guadagnato la medaglia d'argento ai Mondiali indoor di Istanbul superando l'asticella posta a 1,95 m. Vanta anche 10 titoli italiani assoluti (6 outdoor e 4 indoor).

## Biografia

### 1990-2000: i primi passi nell'atletica leggera con i primi titoli italiani
Il padre Alfredo le ha trasmesso il suo amore per l'atletica sin da quando guardava le gare in televisione dell'ex velocista italiana Marisa Masullo, i cui genitori sono originari proprio di Cava de' Tirreni. La storia di Antonietta Di Martino con l'atletica comincia nel 1990 all'età di 12 anni (categoria Ragazze con i Giochi della Gioventù, denotando subito un grande talento. Francesco Raimondi è stato il suo primo tecnico quando ha iniziato all'Atletica Salerno (vicecampionessa italiana allieve di salto in alto nel 1994).
A differenza di quello che si può pensare, il salto in alto non è stata la sua prima specialità. Per gran parte dell'età giovanile infatti ha praticato il lancio del giavellotto e le prove multiple. Proprio nell'eptathlon ha esordito con la Nazionale assoluta nella Coppa Europa di prove multiple ad Oulu in Finlandia nel 2000. Nello stesso anno vince due titoli italiani: eptathlon promesse e assoluti di Milano; medaglia d'argento ai campionati nazionali universitari, bronzo agli italiani promesse.
Durante la stagione indoor vince la medaglia di bronzo ai campionati italiani promesse e giunge al 13º posto negli assoluti al coperto.

### 2001-2006: i primi successi, la crisi e la rinascita
La scoperta delle sue doti di saltatrice in alto è avvenuta nel luglio del 2001, in occasione dei Campionati italiani assoluti di Catania, dove ha portato d'un colpo il personale da 1,93 ad 1,98 m, eguagliando quello di Antonella Bevilacqua. Un mese dopo è stata capace di centrare la finale dei Mondiali ad Edmonton in Canada chiudendo poi al dodicesimo posto.
Gli anni dal 2003 (campionessa nazionale universitaria a Salerno) al 2005 sono stati di grande sofferenza a causa di una periostite e di un'operazione ad una caviglia, entrambi problemi che l'hanno costretta a saltare, quasi interamente, le stagioni agonistiche 2002 e 2004 (settimo posto in Francia ad Annecy durante la Coppa Europa del 2002). Ha dovuto rinunciare ai Mondiali indoor di Birmingham 2003 per problemi alla caviglia di stacco.
Nel 2006 l'atleta cavese è ritornata ad alti livelli vincendo i Campionati italiani assoluti al coperto ad Ancona e, soprattutto, cogliendo, in marzo, un quinto posto ai Mondiali indoor in Russia a Mosca, con un salto di 1,96 m. Dopo un discreto terzo posto al Norwich Union British Grand Prix di Gateshead (1,94 m), è riuscita a centrare la vittoria agli assoluti di Torino e la decima piazza agli Europei di Göteborg in Svezia con un salto a 1,92 m.

### 2007: l'anno dei record

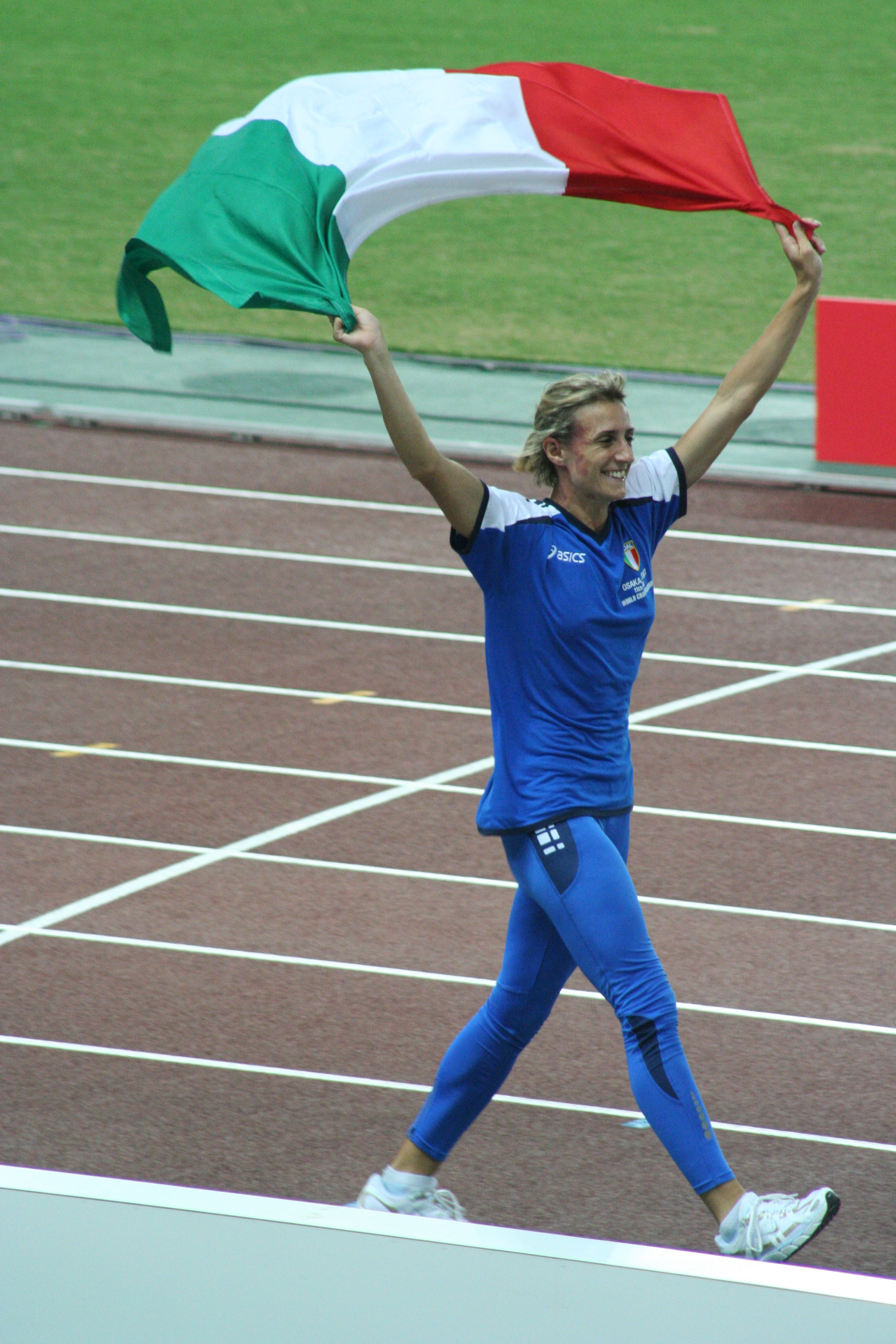
Antonietta sventola il tricolore dopo la prestazione di Osaka

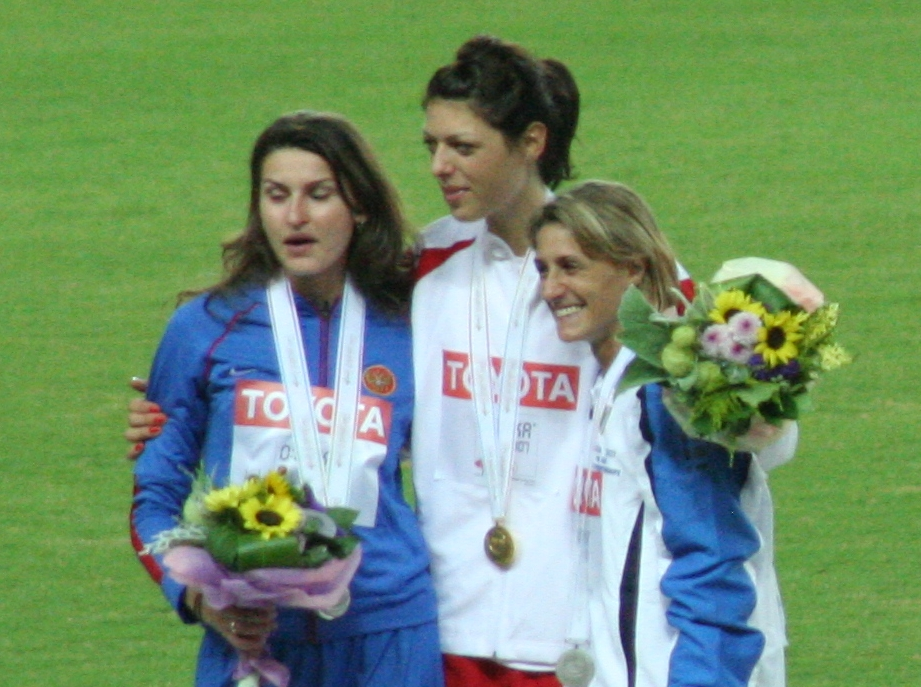
Il podio del salto in alto ai mondiali di Osaka (da sinistra, Anna Čičerova, Blanka Vlašić, Antonietta Di Martino)

Nel 2007 ha confermato i progressi dell'anno precedente, disputando una grande stagione.
La sua stagione agonistica inizia al Meeting internazionale di Banská Bystrica, dove, il 13 febbraio, mette a segno il primato italiano indoor con la misura di 2,00 m; nessuna atleta italiana, a parte Sara Simeoni era riuscita a toccare questo limite.
Dopo appena quattro giorni, un salto ad 1,95 m le permette di aggiudicarsi il suo terzo titolo italiano assoluto al coperto ad Ancona.
Il 3 marzo la misura di 1,96 m le regala l'argento agli Europei indoor di Birmingham in Gran Bretagna.
In giugno riesce a migliorare per due volte in sedici giorni il primato italiano di specialità, quei 2,01 m conseguiti da Sara Simeoni nell'ormai lontano 1978.
L'8 giugno, salta la misura di 2,02 metri al Memorial Primo Nebiolo di Torino e, il 24 giugno, si migliora ulteriormente con i 2,03 m saltati all'Arena Civica, in occasione della due giorni di gare della First League di Coppa Europa, che vede l'Italia ritornare nella massima serie, denominata Super League.
Dopo non aver raccolto molti successi ai vari meeting estivi della Golden League, esplode nuovamente in settembre. Ad Ōsaka (Giappone), infatti, durante la finale dei Mondiali, è capace di eguagliare il suo primato di 2,03 m, vincendo la medaglia d'argento dietro la croata Blanka Vlašić ed a pari merito con la russa Anna Čičerova.
Lo stesso podio si ripete, venti giorni dopo in Germania a Stoccarda in occasione dello IAAF World Athletics Final.

### 2008: l'esordio olimpico
La stagione agonistica 2008 inizia il 16 febbraio, a Mosca, con la Coppa Europa indoor: quarto posto con 1,92 m.
L'8 marzo fallisce l'accesso alla finale dei Mondiali indoor di Valencia in Spagna con 1,93 m.
Il 2 luglio, alla Notturna di Milano, supera l'asticella a 1,97 m, stabilendo la sua migliore prestazione stagionale.
Partecipa a vari meetings della IAAF Golden League come a Berlino dove conclude nona saltando a 1,93 m o a Roma, raggiunge infine il quarto posto con 1,95 m.
A Parigi, al Meeting Gaz de France finisce quinta con 1,94 m.
Non prende invece parte alla tappa di Oslo, dando la precedenza al Meeting Primo Nebiolo di Torino, in cui, complice la pioggia, salta 1,90 m.
Il 20 luglio si laurea campionessa italiana per la quinta volta agli assoluti di Cagliari con la misura di 1,93 m.
Le Olimpiadi di Pechino confermano quanto visto nel 2008, sbaglia la quota di 1,96 m e deve accontentarsi del decimo posto con 1,93 m.

### 2009: l'oro ai Giochi del Mediterraneo e il bronzo ai mondiali di Berlino
Il 21 giugno del 2009 a Leiria in Portogallo si classifica al terzo posto nella prima edizione dell'Europeo per nazioni (succeduto alla Coppa Europa) saltando la misura di 2,00 m al primo tentativo.
Il 3 luglio conquista la medaglia d'oro ai Giochi del Mediterraneo ed al Golden Gala di Roma batte per la prima volta la rivale croata Blanka Vlašić, aggiudicandosi la gara.
Si classifica invece terza con 1,97 m il 17 luglio al Meeting Areva di Parigi.
Ai Mondiali, tedeschi di Berlino il 20 agosto, arriva quarta ma riceverà qualche anno più tardi la medaglia di bronzo dopo la squalifica di Ana Cicerova per doping. 
Assieme ad Elisa Cusma, Alessandro Talotti e Clarissa Claretti si qualifica per le finali della IAAF World Athletics Final del 12 e 13 settembre in Grecia a Salonicco.
In questa manifestazione conclude la gara al terzo posto ed al 4º posto nella classifica finale di specialità della IAAF World Athletics Tour con 74 punti alle spalle della vincitrice Blanka Vlašić, della russa Anna Čičerova e, per soli 5 punti, alle spalle anche della statunitense Chaunté Howard Lowe che però aveva partecipato a tre prove in più rispetto a lei.
Nello stesso mese di settembre ha avuto la mononucleosi che ha condizionato la forma fisica con cui ha affrontato gli Europei di Barcellona 2010.

### 2010: la delusione agli Europei di Barcellona

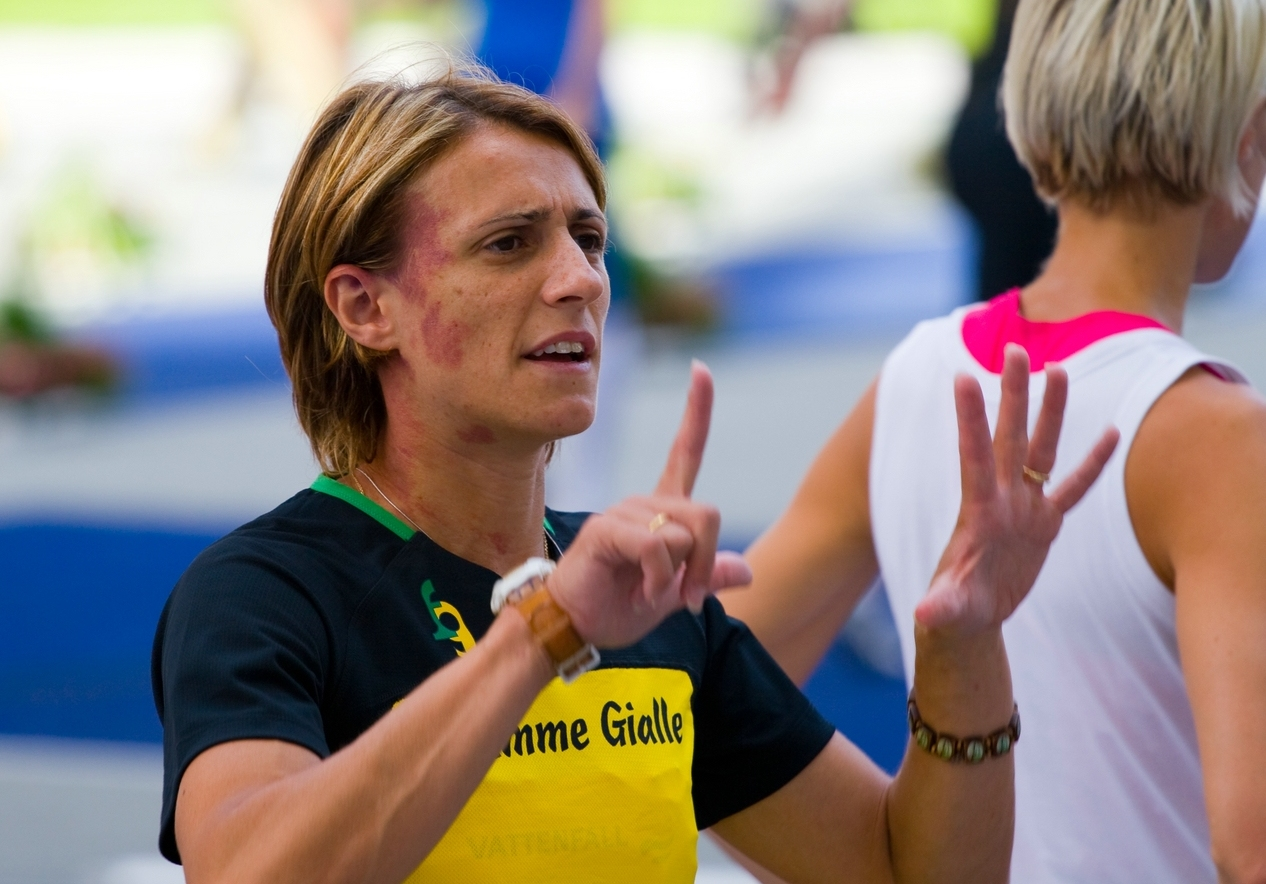
Antonietta Di Martino al Meeting ISTAF 2010

La Di Martino nel 2010 esordisce con 1,95 m al Golden Gala che le vale la 4ª posizione in una prova della Diamond League, poi il 21 giugno a Bergen conquista la sua prima vittoria agli Europei a squadre saltando a 2,00 m.
Il 30 giugno, ai campionati italiani assoluti di Grosseto, si laurea campionessa italiana all'aperto per la sesta volta e con 2,01 m stabilisce il suo primato stagionale che è stata pure la terza misura mondiale dell'anno. Antonietta Di Martino fallisce però l'appuntamento più importante della stagione: gli Europei di Barcellona, dove, pur saltando 1,90 m, non ottiene la qualificazione per la finale.

### 2011: la vittoria del titolo europeo indoor e il bronzo mondiale
La stagione 2011 al coperto l'ha aperta con un 1,95 m, ottenuto a Dessau, al quale ha fatto seguito il nuovo primato italiano di 2,04 m, stabilito il 9 febbraio 2011 al Meeting internazionale di Banská Bystrica in Slovacchia, buon viatico per gli imminenti Europei indoor in programma a Parigi dal 6 all'8 marzo in cui si qualifica per la finale con la misura di 1,94 m saltando alla prima prova, senza errori, le misure di 1,80, 1,85 e 1,89 m.
In finale vince la medaglia d'oro con la misura di 2,01 m.
A maggio 2011 subisce la distorsione all'alluce del piede di stacco.
L'esordio all'aperto, è invece l'11 giugno con il secondo posto con la misura di 1,90 m, la stessa della spagnola Ruth Beitia, al Göteborg GP 2011.
Dopo un periodo passato a far guarire il suo problema all'alluce del piede di stacco, l'11 agosto si presenta in pista ai Campionati assoluti spagnoli a Malaga, ove per l'undicesima volta in carriera, torna a valicare l'asticella a 2,00 m, stabilendo anche la seconda miglior prestazione mondiale dell'anno.
Il 3 settembre vince la medaglia di bronzo ai Mondiali di Taegu in Corea del Sud saltando 2,00 m.

### 2012: una medaglia d'argento in tre ai Mondiali indoor e i due gravi infortuni
Il 10 marzo del 2012, ai Mondiali indoor turchi ad Istanbul, in tre, tra cui la Di Martino fanno percorso netto sino ad 1,95 m, ma l'unica a saltare 1,98 m è la statunitense Chaunté Howard Lowe, che aveva invece commesso due errori sino a quel momento ed era quindi solo 4ª. La favorita Anna Čičerova sbaglia tre volte e con lei la Di Martino e la sorpresa svedese Ebba Jungmark. Dunque, argento ex aequo per tre atlete.
Quella è stata l'ultima gara ufficiale inserita nel suo profilo di ex atleta presente nel sito della Federazione Italiana di Atletica Leggera.
All'inizio della stagione all'aperto, ha subito due gravi infortuni, entrambi durante il mese di aprile: uno strappo muscolare (lesione di secondo grado alla muscolatura dei flessori della coscia sinistra) e poi il 25 luglio è stata operata al ginocchio sinistro per la rottura della radice del menisco posteriore.
Il 10 luglio del 2012 l'allenatore comunica ufficialmente alla stampa la rinuncia ai Giochi olimpici di Londra 2012, per il mancato recupero dagli infortuni subiti nei mesi precedenti.

### 2013-2015: l'assenza forzata dalle pedane ed il ritiro
A causa dei due gravi infortuni subiti nel corso del mese di aprile del 2012, da allora e sino all'estate del 2015 ha dovuto saltare le stagioni sportive per la piena e completa riabilitazione.
Dopo oltre 3 anni di assenza (ultima gara agonistica, il 10 marzo del 2012 in Turchia ad Istanbul in occasione della medaglia d'argento nella finale dei Mondiali indoor) dalle competizioni agonistiche, il 3 giugno del 2015, durante la conferenza stampa di presentazione del Golden Gala "Pietro Mennea" di Roma, ha annunciato il proprio ritiro dalle gare.

### 2019
Ai mondiali di Doha 2019, a dieci anni di distanza dal 2009, ha ricevuto la medaglia di bronzo del salto in alto femminile del Mondiale 2009 per la squalifica retroattiva della russa Anna Chicherova, allora seconda.

## Curiosità
- Nelle liste italiane femminili all-time all'aperto, detiene le 2 migliori prestazioni e 5 delle prime 10[23] ed è insieme a Sara Simeoni e ad Elena Vallortigara l'unica italiana ad aver saltato i 2 metri all'aperto; al coperto è insieme ad Alessia Trost l'unica capace di superare i 2 metri[24].
- Detiene con 35 centimetri il record mondiale del differenziale della specialità tra la propria altezza (1,69 m) e la miglior misura saltata in carriera (2,04 m al coperto nel 2011)[21].
- Nel 2010 è stata portabandiera agli Europei spagnoli di Barcellona[25].

## Record nazionali

### Seniores
- Salto in alto: 2,03 m ( Milano, 24 giugno 2007)[26];  Osaka, 2 settembre 2007)[26]
- Salto in alto indoor: 2,04 m ( Banská Bystrica, 9 febbraio 2011)[27]

## Progressione

### Salto in alto
| Stagione | Misura | Luogo               | Data      | Rank. Mond. |
| -------- | ------ | ------------------- | --------- | ----------- |
| 2011     | 2,00 m | Taegu               | 3-9-2011  | 3ª          |
| 2011     | 2,00 m | Malaga              | 11-8-2011 | 3ª          |
| 2010     | 2,01 m | Grosseto            | 30-6-2010 | 4ª          |
| 2009     | 2,00 m | Roma                | 10-7-2009 | 6ª          |
| 2009     | 2,00 m | Leiria              | 21-6-2009 | 6ª          |
| 2008     | 1,97 m | Milano              | 2-7-2008  | 15ª         |
| 2007     | 2,03 m | Ōsaka               | 2-9-2007  | 2ª          |
| 2007     | 2,03 m | Milano              | 24-6-2007 | 2ª          |
| 2006     | 1,94 m | Londra              | 28-7-2006 | 14ª         |
| 2006     | 1,94 m | Gateshead           | 11-6-2006 | 14ª         |
| 2005     | 1,90 m | Marano              | 21-5-2005 | 44ª         |
| 2004     | 1,86 m | Roma                | 15-5-2004 | 94ª         |
| 2003     | 1,90 m | Barcellona          | 11-7-2003 | 63ª         |
| 2002     | 1,91 m | Desenzano del Garda | 11-5-2002 |             |
| 2001     | 1,98 m | Catania             | 7-7-2001  | 8ª          |
| 2000     | 1,88 m | Matera              | 20-9-2000 | 88ª         |
| 1999     | 1,63 m | Reggio Emilia       | 27-6-1999 |             |
| 1998     | 1,73 m | Rieti               | 26-9-1998 |             |
| 1997     | 1,78 m | Avezzano            | 24-8-1997 | 343ª        |
| 1996     | 1,66 m | Marina di Ravenna   | 5-6-1996  |             |
| 1995     | 1,69 m | Avellino            | 21-6-1995 |             |
| 1994     | 1,71 m | Siderno             | 25-6-1994 |             |
| 1993     | 1,61 m | Avellino            | 26-5-1993 |             |

### Salto in alto indoor
| Stagione | Misura | Luogo           | Data      | Rank. Mond. |
| -------- | ------ | --------------- | --------- | ----------- |
| 2012     | 1,95 m | Istanbul        | 10-3-2012 | 8ª          |
| 2011     | 2,04 m | Banská Bystrica | 9-2-2011  | 1ª          |
| 2009     | 1,96 m | Torino          | 21-2-2009 | 8ª          |
| 2008     | 1,97 m | Stoccolma       | 21-2-2008 | 12ª         |
| 2007     | 2,00 m | Banská Bystrica | 13-2-2007 | 4ª          |
| 2006     | 1,96 m | Mosca           | 12-3-2006 | 8ª          |
| 2003     | 1,96 m | Birmingham      | 21-2-2003 | 18ª         |
| 2001     | 1,90 m | Genova          | 21-1-2001 | 24ª         |
| 2000     | 1,81 m | Napoli          | 16-1-2000 |             |

## Palmarès
| Anno | Manifestazione          | Sede       | Evento        | Risultato | Prestazione | Note   |
| ---- | ----------------------- | ---------- | ------------- | --------- | ----------- | ------ |
| 2001 | Universiadi             | Pechino    | Salto in alto | Finale    | nm          | [ 28 ] |
| 2001 | Mondiali                | Edmonton   | Salto in alto | 12ª       | 1,85 m      | [ 4 ]  |
| 2006 | Mondiali indoor         | Mosca      | Salto in alto | 5ª        | 1,96 m      | [ 29 ] |
| 2006 | Europei                 | Göteborg   | Salto in alto | 10ª       | 1,92 m      | [ 29 ] |
| 2007 | Europei indoor          | Birmingham | Salto in alto | Argento   | 1,96 m      | [ 30 ] |
| 2007 | Mondiali                | Osaka      | Salto in alto | Argento   | 2,03 m      | [ 30 ] |
| 2008 | Mondiali indoor         | Valencia   | Salto in alto | 10ª       | 1,93 m      | [ 31 ] |
| 2008 | Giochi olimpici         | Pechino    | Salto in alto | 7ª        | 1,93 m      | [ 31 ] |
| 2009 | Giochi del Mediterraneo | Pescara    | Salto in alto | Oro       | 1,97 m      | [ 32 ] |
| 2009 | Mondiali                | Berlino    | Salto in alto | Bronzo    | 1,99 m      | [ 32 ] |
| 2010 | Europei                 | Barcellona | Salto in alto | 13ª       | 1,90 m      | [ 33 ] |
| 2011 | Europei indoor          | Parigi     | Salto in alto | Oro       | 2,01 m      | [ 34 ] |
| 2011 | Mondiali                | Taegu      | Salto in alto | Bronzo    | 2,00 m      | [ 35 ] |
| 2012 | Mondiali indoor         | Istanbul   | Salto in alto | Argento   | 1,95 m      | [ 36 ] |

## Campionati nazionali
- 6 volte campionessa assoluta di salto in alto (2000, 2001, 2006, 2007, 2008, 2010)
- 4 volte campionessa assoluta indoor di salto in alto (2003, 2006, 2007, 2009)
- 1 volta campionessa universitaria di salto in alto (2003)
- 1 volta campionessa promesse di eptathlon (2000)

1994
- Argento ai Campionati italiani allievi e allieve, (Torino), Salto in alto - 1,68 m

2000
- Bronzo ai Campionati italiani allievi-juniores-promesse indoor, Salto in alto - 1,79 m
- 13ª ai Campionati italiani assoluti indoor, (Genova), Salto in alto - 1,74 m
- Argento ai Campionati nazionali universitari, (Torino), Salto in alto - 1,78 m
- Oro ai Campionati italiani juniores e promesse di prove multiple, (Casalmaggiore), 5.104 p.
- Bronzo ai Campionati italiani juniores e promesse, Salto in alto - 1,78 m
- Oro ai Campionati italiani assoluti, (Milano), Salto in alto - 1,84 m[37]

2001
- 4ª ai Campionati italiani di prove multiple indoor, (Genova), Pentathlon - 3.980 punti[38]
- Oro ai Campionati italiani assoluti, (Catania), Salto in alto - 1,98 m[39]

2003
- Oro ai Campionati italiani assoluti indoor, (Genova), Salto in alto - 1,93 m[40]
- Oro ai Campionati nazionali universitari, (Salerno), Salto in alto - 1,85 m

2005
- Argento ai Campionati italiani assoluti, (Bressanone), Salto in alto - 1,87 m[41]

2006
- Oro ai Campionati italiani assoluti indoor, (Ancona), Salto in alto - 1,91 m[42]
- Oro ai Campionati italiani assoluti, (Torino), Salto in alto - 1,91 m[43]

2007
- Oro ai Campionati italiani assoluti indoor, (Ancona), Salto in alto - 1,95 m[44]
- Oro ai Campionati italiani assoluti, (Padova), Salto in alto - 1,91 m[45]

2008
- Oro ai Campionati italiani assoluti, (Cagliari), Salto in alto - 1,93 m[46]

2009
- Oro ai Campionati italiani assoluti indoor, (Torino), Salto in alto - 1,96 m[47]

2010
- Oro ai Campionati italiani assoluti, (Grosseto), Salto in alto - 2,01 m[48]

## Altre competizioni internazionali
2000
- 15ª nella Coppa Europa di prove multiple, ( Oulu), Eptathlon - 4.689 p.

2001
- 17ª nella Coppa Europa di prove multiple, ( Arles), Eptathlon - 5.687 punti[49]
- Bronzo nella Coppa Europa, ( Brema), Salto in alto - 1,89 m[50]

2002
- 7ª nella Coppa Europa, ( Annecy), Salto in alto - 1,87 m[51]

2005
- 5ª nella Coppa Europa, ( Firenze), Salto in alto - 1,89 m[52]
- 10ª al Meeting Internazionale Città di Rieti, ( Rieti), Salto in alto - 1,82 m[53]

2006
- 5ª al Golden Spike Ostrava, ( Ostrava), Salto in alto - 1,87 m[54]
- Bronzo nella First League di Coppa Europa, ( Praga), Salto in alto - 1,92 m[29]
- Bronzo al Norwich Union British Grand Prix, ( Gateshead), Salto in alto - 1,94 m[55]
- 11ª al Golden Gala, ( Roma), Salto in alto - 1,80 m[56]
- 5ª al Memorial Van Damme, ( Bruxelles), Salto in alto - 1,92 m[57]

2007
- Argento all'Europa SC indoor, ( Banská Bystrica), Salto in alto - 2,00 m[58]
- Argento al Memorial Primo Nebiolo, ( Torino), Salto in alto - 2,02 m[59]
- 6ª ai Bislett Games, ( Oslo), Salto in alto - 1,90 m[60]
- Oro nella First League di Coppa Europa, ( Milano), Salto in alto - 2,03 m[30]
- 5ª al Meeting Gaz de France, ( Parigi), Salto in alto - 1,94 m[61]
- 5ª al Golden Gala, ( Roma), Salto in alto - 1,95 m[62]
- 4ª al Weltklasse Zürich, ( Zurigo), Salto in alto - 1,90 m[63]
- Argento al Meeting Internazionale Città di Rieti, ( Rieti), Salto in alto - 1,95 m[64]
- Argento alla IAAF World Athletics Final, ( Stoccarda), Salto in alto - 1,97 m[65]

2008
- 4ª in Coppa Europa indoor, ( Mosca), Salto in alto - 1,92 m[31]
- Oro alla Notturna di Milano, ( Milano), Salto in alto - 1,97 m[66]
- 9ª al Meeting ISTAF, ( Berlino), Salto in alto - 1,93 m[67]
- Bronzo al Memorial Primo Nebiolo, ( Torino), Salto in alto - 1,90 m[68]
- Argento in Coppa Europa, ( Annecy), Salto in alto - 1,95 m[31]
- 4ª al Golden Gala, ( Roma), Salto in alto - 1,95 m[69]
- 5ª al Meeting Gaz de France, ( Parigi), Salto in alto - 1,94 m[70]

2009
- Bronzo all'Europeo per nazioni, ( Leiria), Salto in alto - 2,00 m[32]
- Oro al Golden Gala, ( Roma), Salto in alto - 2,00 m[71]
- Bronzo al Meeting Areva, ( Parigi), Salto in alto - 1,97 m[72]
- 5ª al Weltklasse Zürich, ( Zurigo), Salto in alto - 1,94 m[73]
- 5ª al Memorial Van Damme, ( Bruxelles), Salto in alto - 1,94 m[74]
- Bronzo alla IAAF World Athletics Final, ( Salonicco), Salto in alto - 1,97 m[75]

2010
- 4ª al Golden Gala 2010, ( Roma), Salto in alto - 1,95 m[76]
- Oro all'Europeo per nazioni, ( Bergen), Salto in alto - 2,00 m[33]
- Argento all'Meeting ISTAF, ( Berlino), Salto in alto - 1,97 m[77]
- Argento al Memorial Van Damme, ( Bruxelles), Salto in alto - 1,98 m[78]

2011
- Oro all'Europa SC indoor, ( Banská Bystrica), Salto in alto - 2,04 m[79]
- Oro al Meeting Internazionale Città di Rieti, ( Rieti), Salto in alto - 1,96 m[80]
- Oro al Palio della Quercia, ( Rovereto, Salto in alto - 1,95 m[81]
- 6ª al Memorial Van Damme, ( Bruxelles), Salto in alto - 1,93 m
- Argento alla Notturna di Milano, ( Milano), Salto in alto - 1,93 m

## Opere
- Ho imparato a volare, con Chiara Ricci, 4 Punte edizioni, Roma 2023 – ISBN 9788088478324.

### Pubblicazioni
- Guido Alessandrini[1] "Come te non c'è nessuno" in Atletica, nº 6, nov/dic 2011, p. 6
- Giulia Zonca[2] "Antonietta, come te non c'è nessuno" in Atletica, nº 5, set/ott 2011, pp. 24–27
- Giorgio Barberis[3] "Antonietta dieci e lode" in Atletica, nº 3, mag/giu 2011, pp. 38–41
- Giulia Zonca[4] "Quelle dalla testa dura" in Atletica, nº 2, mar/apr 2011, pp. 16–19
- Franco Arese[5] "Il più bell'augurio per il 2011 è arrivato da Antonietta" in Atletica, nº 1, gen/feb 2011, p. 3
- Fabio Monti[6] "La favola del Grillo che parla con i record" in Atletica, nº 1, gen/feb 2011, pp. 16–17
- Luca Cassai[7] "Due cartoline dalla Norvegia" in Atletica, nº 3, mag/giu 2010, pp. 38–41
- [8] "Fiori d'arancio per Antonietta di Martino" in Atletica, nº 6, nov/dic 2009, p. 42
- Andrea Buongiovanni[9] "Antonietta è sempre la migliore" in Atletica, nº 5, set/ott 2009, pp. 48–50
- Guido Alessandrini[10] "Antonietta riapre le ali" in Atletica, nº 4, lug/ago 2009, pp. 28–31
- [11] "Un sesto posto rosa-azzurro" in Atletica, nº 3, mag/giu 2009, pp. 46–47
- Giorgio Barberis[12] "A Torino anche gli scudetti indoor" in Atletica, nº 2, mar/apr 2009, pp. 28–31
- Roberto L. Quercetani[13] "Ranking 2007 nel segno degli USA" in Atletica, nº 6, nov/dic 2007, pp. 8–11
- Giorgio Cimbrico[14] "Diario Mondiale" in Atletica, nº 5, set/ott 2007, pp. 4–25
- Giorgio Barberis[15] "Antonietta, salti divini" in Atletica, nº 4, lug/ago 2007, pp. 4–11
- Pierangelo Molinaro[16] "Volere volare" in Atletica, nº 2, mar/apr 2007, pp. 12–15
- Attilio Monetti[17] "Due salti lontano dalle amarezze" in Atletica, nº 2, mar/apr 2006, pp. 44–47